# Ali İhsan Varol
Ali İhsan Varol (Estambul, 28 de junio de 1976 es un presentador y productor de televisión turco.

## Historia
Fue presentador y productor del programa de televisión llamado Word Game (Kelime Oyunu). Y hoy en día, actúa en Yiğit, series de televisión y Kardeş Payi. Trabaja como rostro para el canal turco Show TV.